# Thuidium robbinsii
Thuidium robbinsii là một loài rêu trong họ Thuidiaceae. Loài này được E.B. Bartram mô tả khoa học đầu tiên năm 1961.